# Cepelia

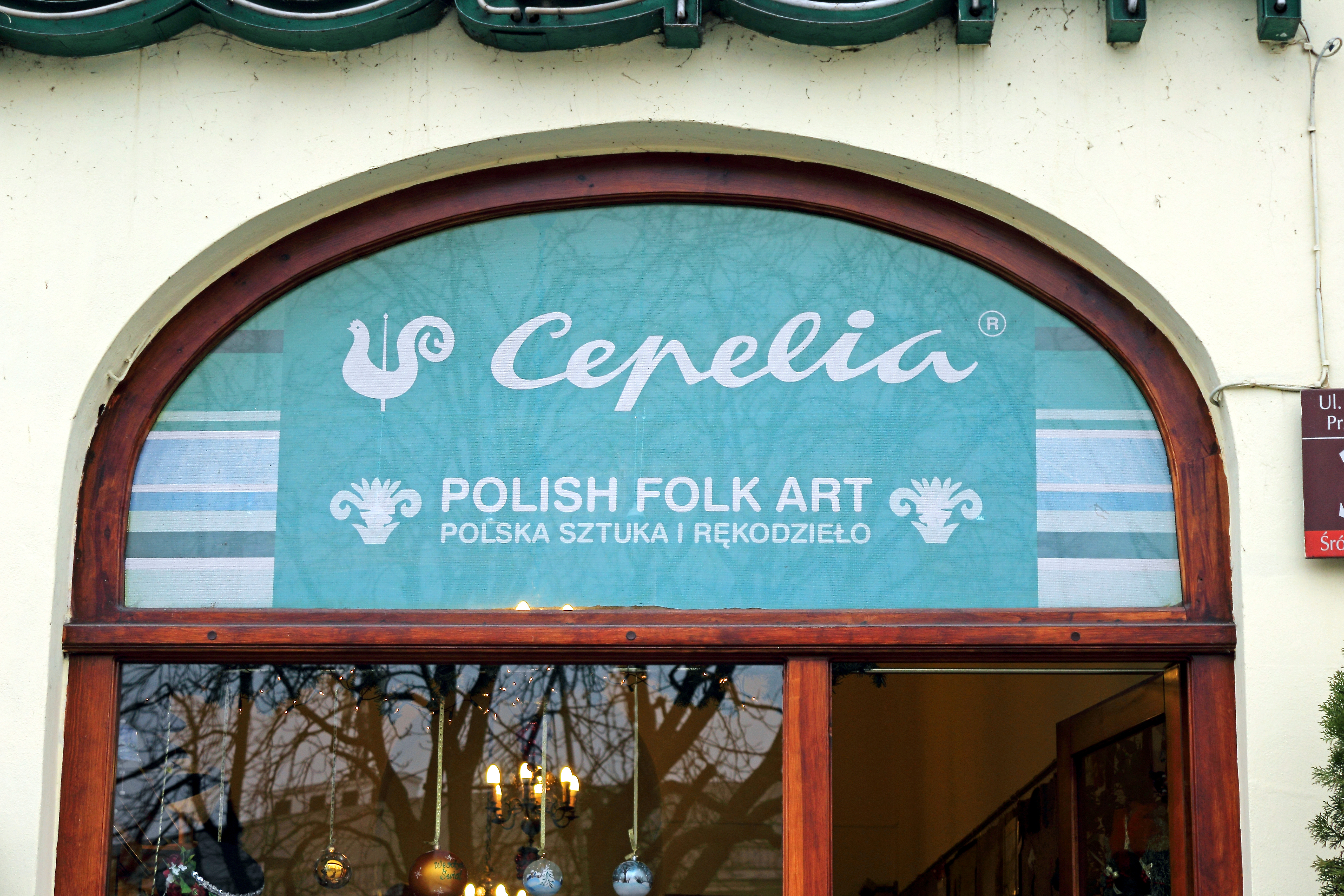
Cepelia-Logo an einem Warschauer Geschäft, 2013

Cepelia (Abkürzung von: Centrala Przemysłu Ludowego i Artystycznego – CPLiA; deutsch: Zentrale für Volkskunst und Kunsthandwerk) war eine polnische Organisation, die Volkskunst- und Kunsthandwerks-Genossenschaften vereinte sowie Einzelhandelsgeschäfte für Produkte betrieb, die in den angeschlossenen Genossenschaften hergestellt worden waren. Die ursprüngliche Organisation existierte von 1949 bis 1990. Das weithin bekannte, von Józef Mroszczak entworfene Logo der Cepelia war ein stilisierter Hahn - eine Anspielung auf die im polnischen ländlichen Bereich weit verbreiteten Metallhähne auf Hausdächern.

## Geschichte
Auf Antrag des polnischen Kulturministeriums wurde Cepelia im Juni 1949 durch Beschluss des Wirtschaftsausschusses des polnischen Regierung gegründet. Aufgabe der Organisation war neben der Förderung der polnischen Volkskunst die Erschließung der wirtschaftlichen Nutzung der betreffenden Produktionstätigkeit. Dazu wurden Fortentwicklung, Herstellungsprozess inklusive Qualitätskontrolle sowie die Vermarktung der Produkte genossenschaftlich organisierter Volkskunsthandwerker und -Betriebe betreut.
Ende 1950 umfasste die Cepelia-Gruppe bereits 208 Volks- und Kunsthandwerksgenossenschaften - darunter 105 Kunstindustriebetriebe, 18 Großhandelslager und 60 Einzelhandelsgeschäfte. Insgesamt waren in den Cepelia-Gliederungen bis zu 28.000 Beschäftigte tätig. Rund 20.000 Handwerker lieferten ihre Produkte an die Organisation.

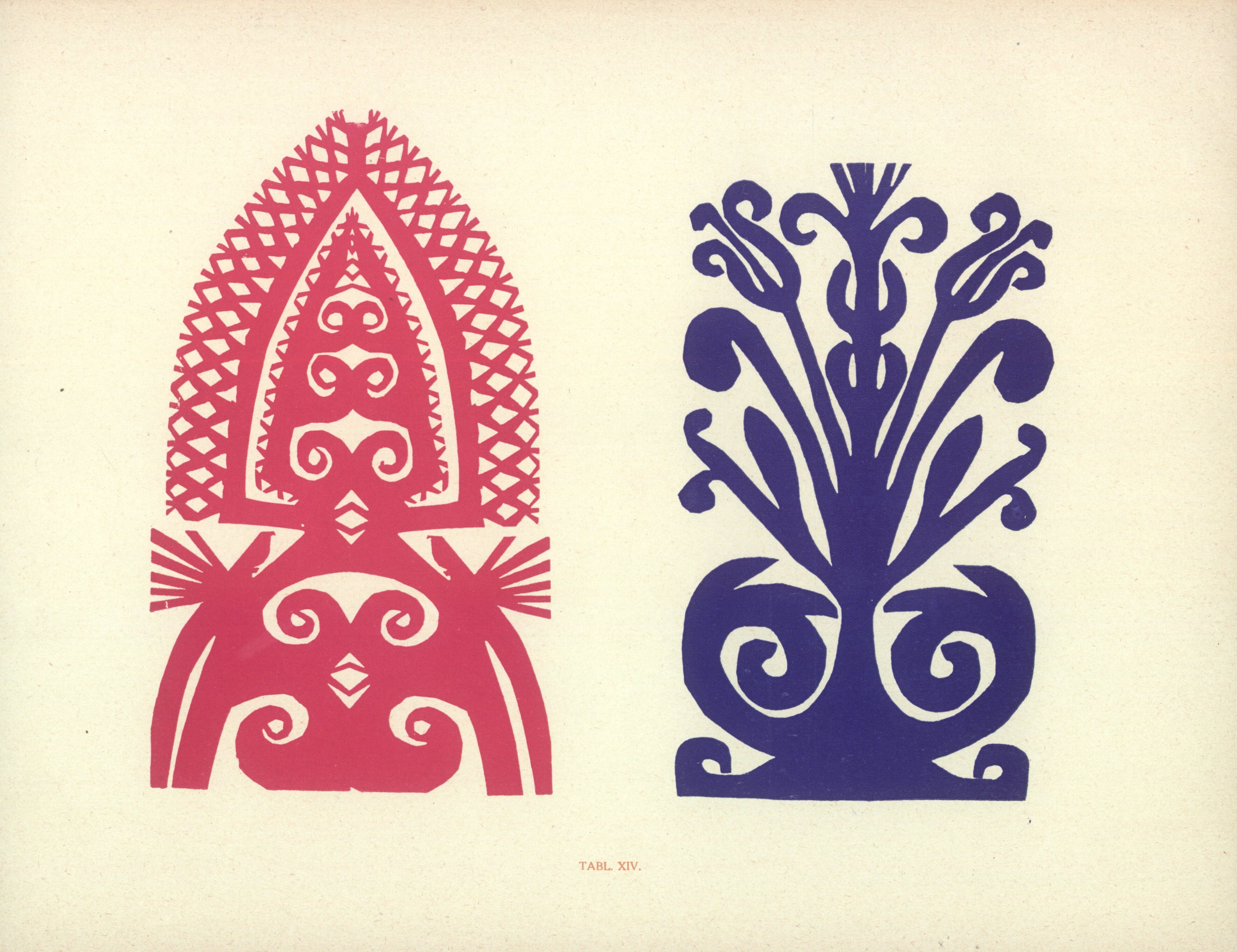
Typische Formensprache vieler Cepelia-Produkte, hier als Scherenschnitt (Wycinanki)

Auch wenn Cepelia als Vehikel intensiver staatlicher Propaganda genutzt wurde, konnte die Organisation durch Veranstaltung von Wettbewerben und Vergabe von Stipendien die polnische Volkskunst effektiv unterstützen. Es wurde mit dem World Crafts Council zusammengearbeitet. In Polen hatte Cepelia eine Monopolstellung, im Ausland stand die Organisation mit anderen Anbietern volkskünstlerischer Produkte im Wettbewerb. Polnische Korbwaren waren Polens meistverkauftes Exportprodukt. 1951 machten sie fast 90 % aller exportierten Waren aus. Es folgten Teppichwaren, Holzaccessoires, Lederwaren, Bernsteinprodukte, Keramik, Stickereien und Spitzen.
Die größte Nachfrage kam aus England, Frankreich und den Niederlanden, den Vereinigten Staaten, lateinamerikanischen Ländern und Australien. Zunächst wurde mit ausländischen Importeuren kooperiert; später wurde eine eigene Exportgesellschaft gegründet. 1958 eröffnete das erste ausländische Cepelia-Geschäft in Brüssel. Der belgische Finanzminister gratulierte dem polnischen Botschafter zur Bereicherung der Hauptstadt mit einem solchen Geschäft, und die belgische Königin Elisabeth Gabriele besuchte es mit ihrem Gefolge. Zwei Jahre später wurde eine weitere Verkaufsstelle auf der Fifth Avenue in New York City eröffnet. Das Sortiment war dem des belgischen Ladens ähnlich, und die Presse beschrieb den Service als zuvorkommend. Der Bildhauer Antoni Kamiński schrieb über die offizielle Eröffnung dieses Geschäftes:

„Es war sehr voll. Die New York Times veröffentlichte einen sehr guten Bericht über die Eröffnung. Der Laden gilt als einer der besten in New York, seine Waren gelten als ausgezeichnet. Es kommen nicht viele Polen, aber viele der Oberschicht angehörenden US-Amerikaner.“

Nach Errichtung der Dritte Polnische Republik wurde die bisherige Organisationsform Cepelias im Jahr 1990 liquidiert. Stattdessen entstanden eine Handelskammer für Volks- und Kunsthandwerk Cepelia, die Cepelia Stiftung Polnisches Kunsthandwerk, die Cepelia Polnische Kunst und Kunsthandwerk, die Cepelia Genossenschaftliche Wirtschaftsprüfungsgesellschaft sowie eine Cepelia Tourist.

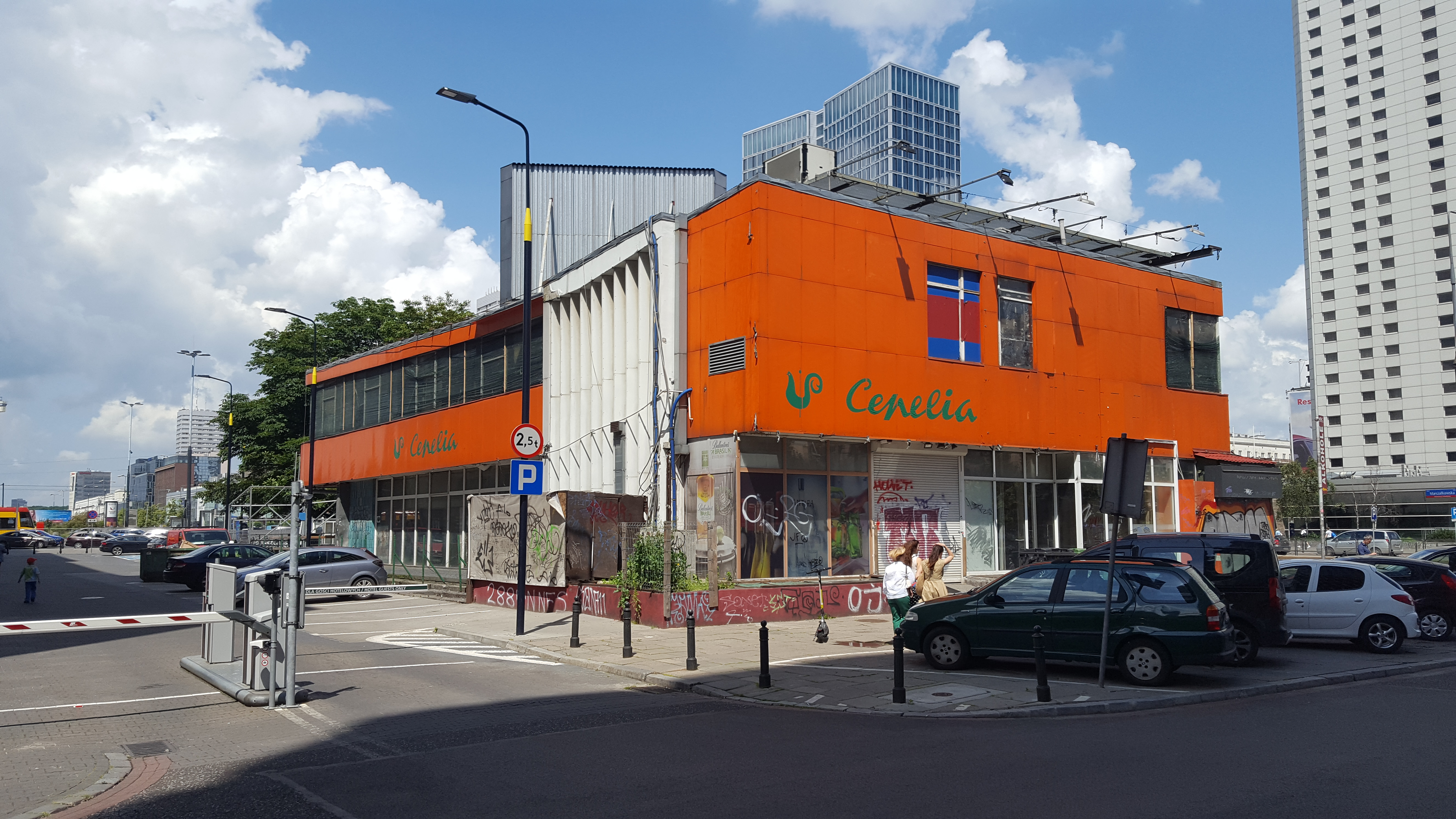
Der bekannte Cepelia-Pavillon in Warschau, 2020
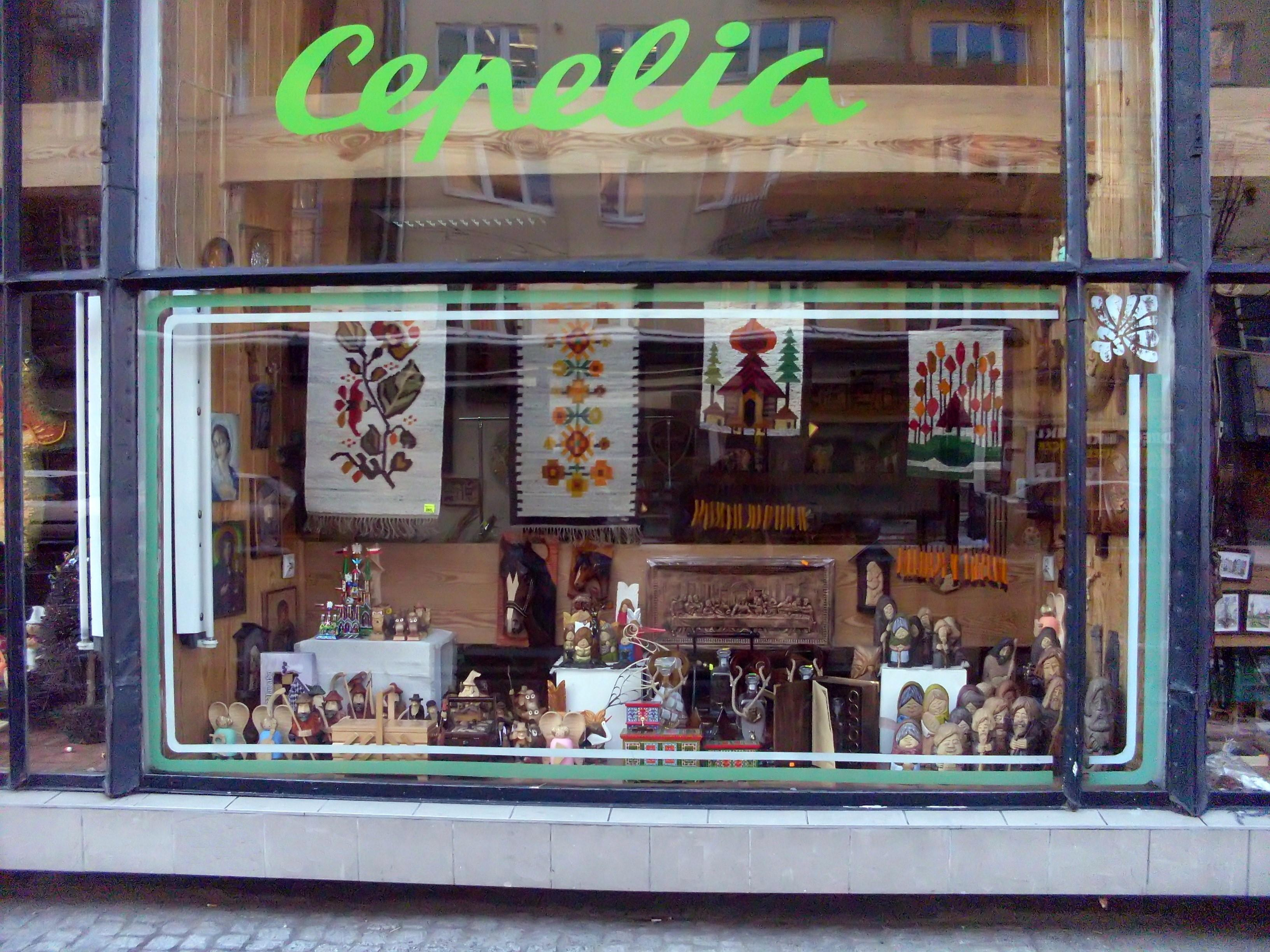
Świętojańska-Straße in Gdynia, 2008
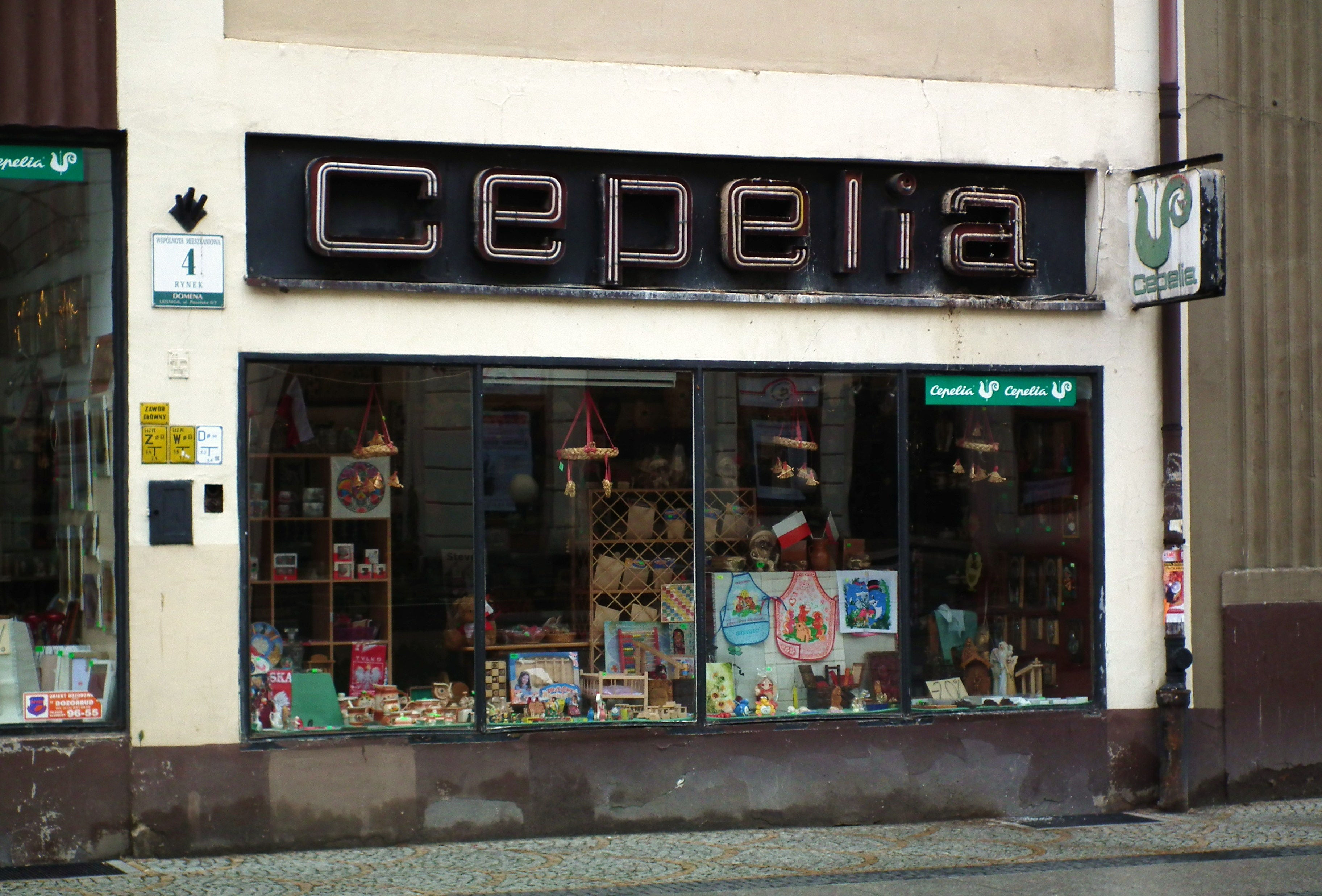
Am Rynek in Legnica, 2015
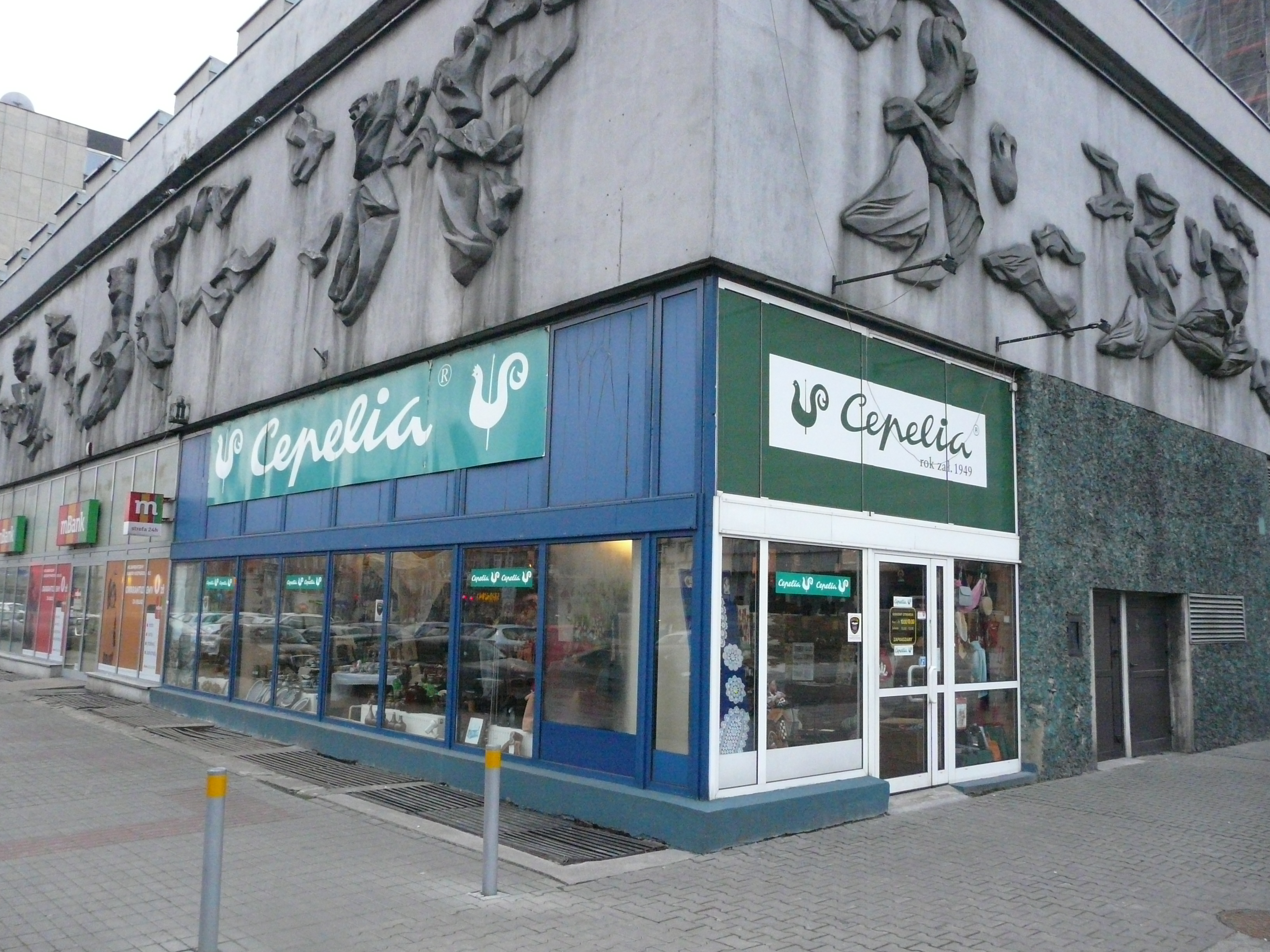
Verkaufsstelle in Katowice, 2018

Im Jahr 2015 verfügte die Cepelia Stiftung Polnisches Kunsthandwerk, die die Rechte an der Marke und den Immobilien der ehemaligen Cepelia hält, über ein Netz von 36 eigenen Geschäften und 20 Franchise-Geschäften. Im Jahr 2020 lag die Zahl der eigenen Geschäfte nur noch bei 15.